# Sên chuối
Sên chuối (Ariolimax) là một chi gồm 3 loài sên ở Bắc Mỹ.
Những loài sên này thường có màu vàng và đôi khi có các đốm màu nâu, giống như quả chuối chín (hoặc quá chín).
Sên chuối thường có màu vàng (dẫn đến tên gọi chuối) mặc dù họ cũng có thể là màu xanh lục, nâu, nâu, hoặc màu trắng. Các loài Ariolimax columbianus đôi khi có đốm đen quá rộng  đến nổi chúng trông gần như hoàn toàn đen. Cá thể sên thay đổi màu sắc với sự thay đổi trong tiêu thụ thức ăn, tiếp xúc với ánh sáng và độ ẩm.

## Loài
Loài thuộc về chi Ariolimax bao gồm:
- Ariolimax californicus J. G. Cooper, 1872 — Sên chuối California[1]
- Ariolimax columbianus Gould, 1851 — Sên chuối Thái Bình Dương[1]
- Ariolimax dolichophallus Mead, 1943 — Sên chuối mảnh dẻ[1][2][3]